# Turbulences (album, 1982)
Pour les articles homonymes, voir Turbulences.
Albums de Diane Dufresne
Strip Tease
(1979) Dioxine de Carbone et son rayon rose
(1984)
Turbulences est le sixième album studio de la chanteuse québécoise Diane Dufresne, sorti en 1982 en France et au Québec.
Céline Dion a repris "Oxygène" dans l'album Dion chante Plamondon, paru en 1991.

## Édition33 tours

### Liste des titres
| 1. | Seule dans mon linceul | Luc Plamondon                 | Germain Gauthier     | 5:05 |
| 2. | La dernière enfance    | Luc Plamondon, Angelo Finaldi | Hovaness Hagopian    | 3:07 |
| 3. | Turbulences            | Luc Plamondon                 | Germain Gauthier     | 4:50 |
| 4. | Samedi soir            | Luc Plamondon                 | Jacques Blais        | 2:53 |
| 5. | Le vieux saxophoniste  | Luc Plamondon                 | Christian Saint-Roch | 3:55 |

| 1. | Oxygène                                 | Luc Plamondon    | Germain Gauthier  | 4:51 |
| 2. | Pour un ami condamné                    | Luc Plamondon    | Jean-Marie Benoît | 4:14 |
| 3. | Good-bye Rocky (Épitaffe pour un toffe) | Luc Plamondon    | Angelo Finaldi    | 3:35 |
| 4. | Partir pour la gloire                   | Luc Plamondon    | Germain Gauthier  | 3:04 |
| 5. | La toune qui groove                     | Michel Jonasz    | Michel Jonasz     | 3:05 |
| 6. | Suicide                                 | Serge Gainsbourg | Claude Engel      | 3:21 |

## Crédits
- Musiciens :
  - Claviers : Tom Canning
  - Guitares : Georg Wadenius
  - Basse : John Siegler
  - Batterie : Andy Newmark
  - Percussions : Jean-Marie Benoît
  - Saxophone : Lou Marini
  - Trompettes : Alan Rubin
  - Trombone : Tom Malone
  - Chœurs : Mary-Lou Gauthier, Estelle Sainte-Croix, Judi Richards
  - Direction des chœurs : Judi Richards
  - Arrangement et direction de l'orchestre : Tom Canning
- Ingénieur du son : Ian Terry
- Voix : Studio Tempo, Montréal
- Playbacks : Automated Sound Studios, New York
- Mixage Sound City Studios, Los Angeles : Ian Terry, David Zammit
- Photographie : Pierre Dury
- Réalisation Graphique : Wilson & Chartier Designers Inc.
- Réalisation : Amérylis, Luc Plamondon, Ian Terry